# Раджа йога
Раджа йога („кралска Йога“, „кралско единство“, или още позната като Класическа йога или просто Йога) е една от шестте ортодоксални (астика) школи в Индуистката философия, посочена от Патанджали в неговите „Йога сутри“. Раджа йога е концентрирана основно върху култивацията на ума чрез медитация (дхяна) за постигане на по-нататъшно запознаване с реалността и достигане на освобождаване.